# Cardamine chelidonia
Cardamine chelidonia är en korsblommig växtart som beskrevs av Carl von Linné. Cardamine chelidonia ingår i släktet bräsmor, och familjen korsblommiga växter. Inga underarter finns listade i Catalogue of Life.